# آنا وونغ (فنانة)
آنا تشيك ينغ وونغ (1930-2013) هي فنانة كندية وطبّاعة مدرسة. قامت بالتدريس لمدة 20 عامًا في مركز برات للرسومات 

## روابط خارجية
- فيديو: زوي تشان تتحدث عن "آنا وونغ: مسافرة على طريقين" (26 يناير 2021)
- فيديو: كيث والاس عن "آنا وونغ: مسافر على طريقين" (27 يناير 2021)